# Fort Jackson
Fort Jackson (ang. Old Fort Jackson) – zabytkowy fort położony w Savannah w hrabstwie Chatham, Georgia, USA. Jest najstarszym zachowanym fortem w stanie Georgia.

## Historia budowy
W miejscu, w którym stoi budowla, w 1776 powstał fort o nazwie Mud Fort jeszcze z czasów wojny rewolucyjnej (1775–1783). Mieszkańcy Savannah postanowili zburzyć go w następstwie pogarszających się stosunków z Wielką Brytanią, by na jego miejscu powstał Fort Jackson (nazwa od Jamesa Jacksona bohatera wojny rewolucyjnej). Prezydent Thomas Jefferson wyraził zgodę na powstanie fortu, która rozpoczęła się w 1808. Fort nie był doskonały, składał się z możliwie mocnych murów obronnych, a w środku użyto nieobrobionego drewna, w związku z tym został bardzo szybko ukończony. Celem fortyfikacji była ochrona miasta przed obcym atakiem.

## Działania wojenne w 1812
Przez kilka pierwszych miesięcy w wojnie brytyjsko-amerykańskiej w 1812 fort był intensywnie wykorzystywany w celu obrony miasta i również pod koniec tej wojny, gdy obce wojska były bliskie zajęcia miasta. Po wojnie od 1845 do 1860 fort został przebudowany. Dobudowano baraki z cegieł, pogłębiono fosę, wzmocniono ściany od strony portu.

## Działania wojenne w 1861
W czasie wojny secesyjnej, która rozpoczęła się w 1861, fort był wykorzystywany w celach obronnych. 17 grudnia 1864 generał William Sherman zażądał poddania tego fortu i miasta Savannah. Generał [./Https://en.wikipedia.org/wiki/William_H._Hardy William Harde] nie poddał się i wrogie wojska wtargnęły do miasta. 20 grudnia 1864 wojska pod dowództwem Shermana przejęły miasto i fort Jackson.

## Okres powojenny i obecnie
Po wojnie secesyjnej przez kolejne lata wykorzystanie fortu było niewielkie, a od 1905 budowla stała się bezużyteczna i opuszczona. Obecnie fortyfikacja jest własnością i kontrolę nad zabytkiem sprawuje Coastal Heritage Society. Jest to muzeum-forteca udostępniona dla zwiedzających.

## Galeria

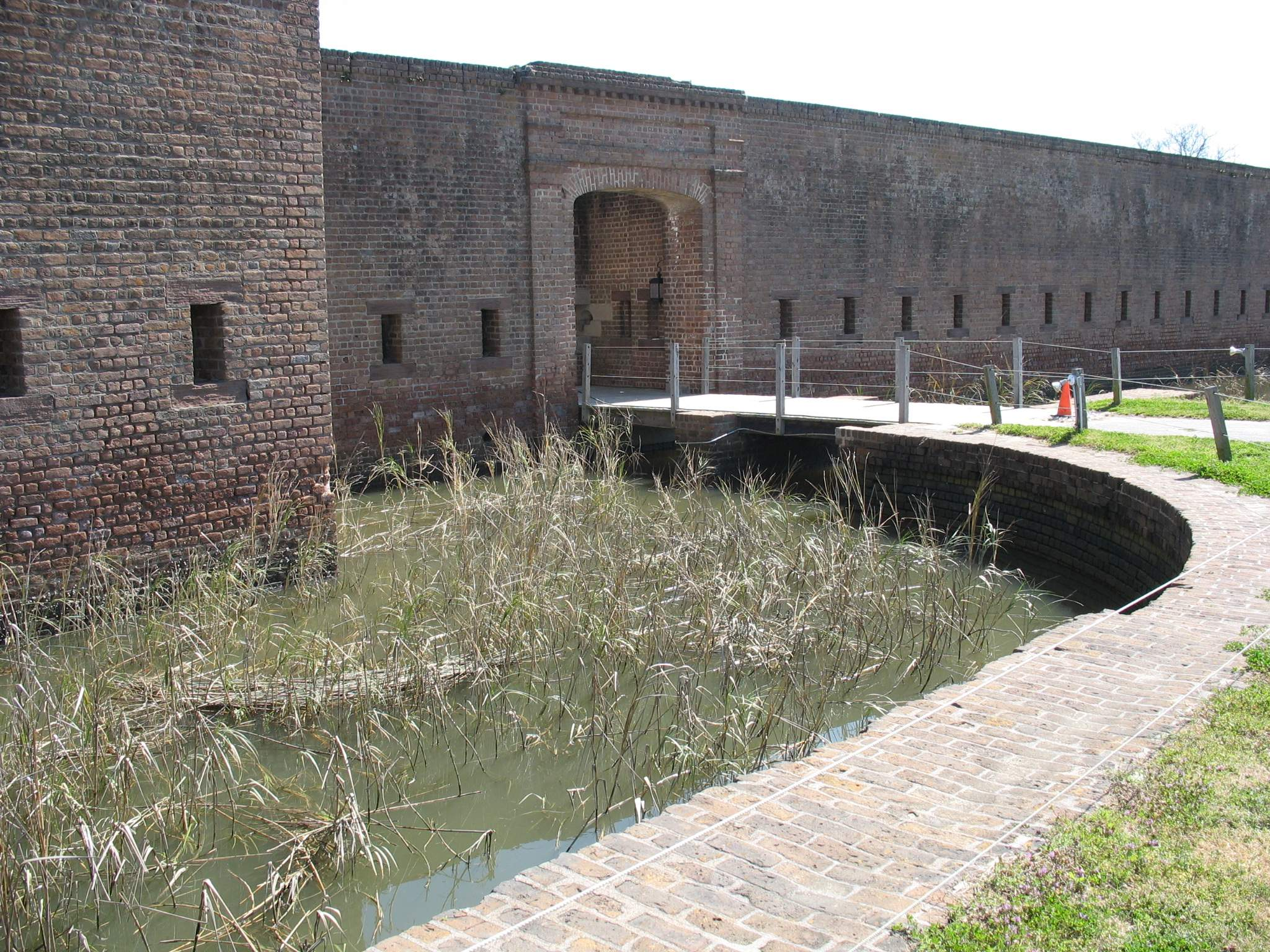
Brama główna
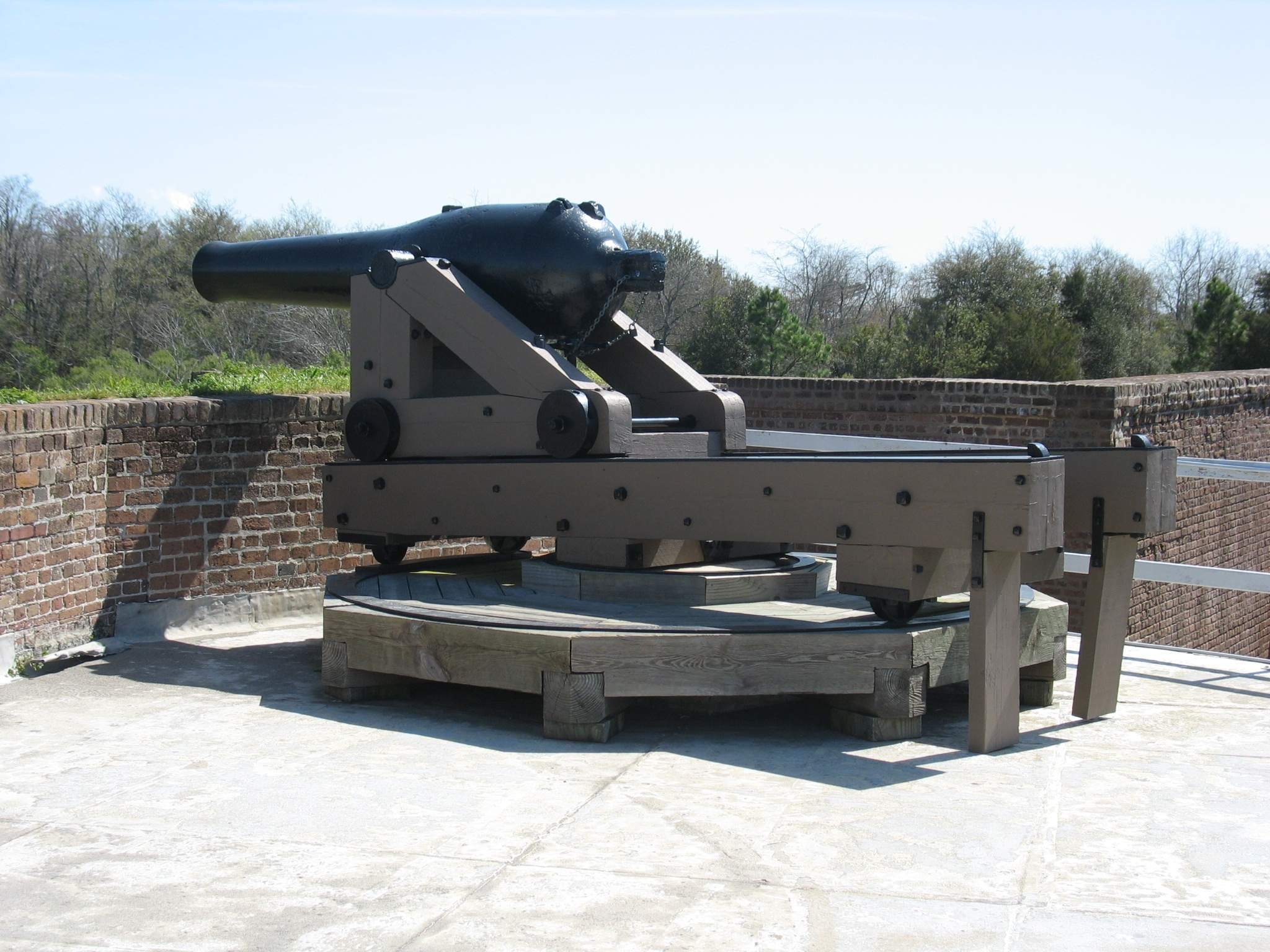
Zabytkowa armata